# Bonandam II
Bonandam II est un village de la Région du Littoral au Cameroun, situé dans la commune de Loum, sur le site Communes et villes unies du Cameroun (CVUC).

## Population et développement
En 1968, la population de Bonandam était de 160 habitants, essentiellement des Babong. Elle était de 22 lors du recensement de 2005.